# Política de El Salvador
El Salvador é uma república presidencialista representativa. O poder Executivo é exercido pelo Presidente, sendo este o chefe de Estado e de governo do país. O Legislativo fica a cargo da Assembleia Nacional, estando relacionada também com alguns cargos do executivo. O Judiciário, por sua vez, é o mais independente de todos os poderes. 
O atual Presidente é Nayib Bukele, eleito em 1 de julho de 2019.